# 布雷布鄉 (普拉霍瓦縣)
45°11′N 25°46′E / 45.183°N 25.767°E
布雷布鄉（羅馬尼亞語：Comuna Brebu, Prahova），是羅馬尼亞的鄉份，位於該國中南部，由普拉霍瓦縣負責管轄，處於布加勒斯特以北90公里，每年平均降雨量1,122毫米，海拔高度519米，2007年人口7,602。